# Fenquizone
Il  Fenquizone potassico  è il principio attivo di indicazione specifica contro l'ipertensione

## Indicazioni
È utilizzato come medicinale in cardiologia contro l'ipertensione.

## Controindicazioni
Malattia di Addison, ipocaliemia refrattaria, iponatriemia.

## Dosaggi
- Ipertensione, 10–20 mg al giorno.

## Farmacodinamica
I diuretici favoriscono l'eliminazione del liquido in eccesso nella circolazione sanguigna, attraverso la riduzione del NaCI e diminuendo di conseguenza la massimale.

## Effetti indesiderati
Alcuni degli effetti indesiderati sono ipotensione, cefalea, iponatremia, gotta, vertigini, nausea, impotenza, vomito, febbre, ipercalcemia, ipoglicemia, iperuricemia, affaticamento, rash.